# Нагнибіда Сергій Лукич
Сергій Лукич Нагни́біда (16 вересня 1898 — † 21 січня 1987) — поручик Армії УНР (полковник в еміграції).

## Життєпис
Народився на Полтавщині. Останнє звання у російській армії — прапорщик.
У 1920 р. був молодшим старшиною у 5-й Херсонській дивізії Дієвої армії УНР.
У 20—30-х рр. служив контрактовим офіцером у польських Військово-повітряних силах. Останнє звання у польській армії — капітан, посада — відповідальний за матеріально-технічне забезпечення авіаційної бази № 3.
У вересні 1939 р. був інтернований у Румунському королівстві.
З 1951 р. жив на еміграції у США.
Похований у Баунд-Бруці.